# Sun Belt Conference (pallavolo)
La Sun Belt Conference è una delle 32 conference di pallavolo femminile affiliate alla NCAA Division I, la squadra vincitrice accede di diritto al torneo NCAA.

## Membri

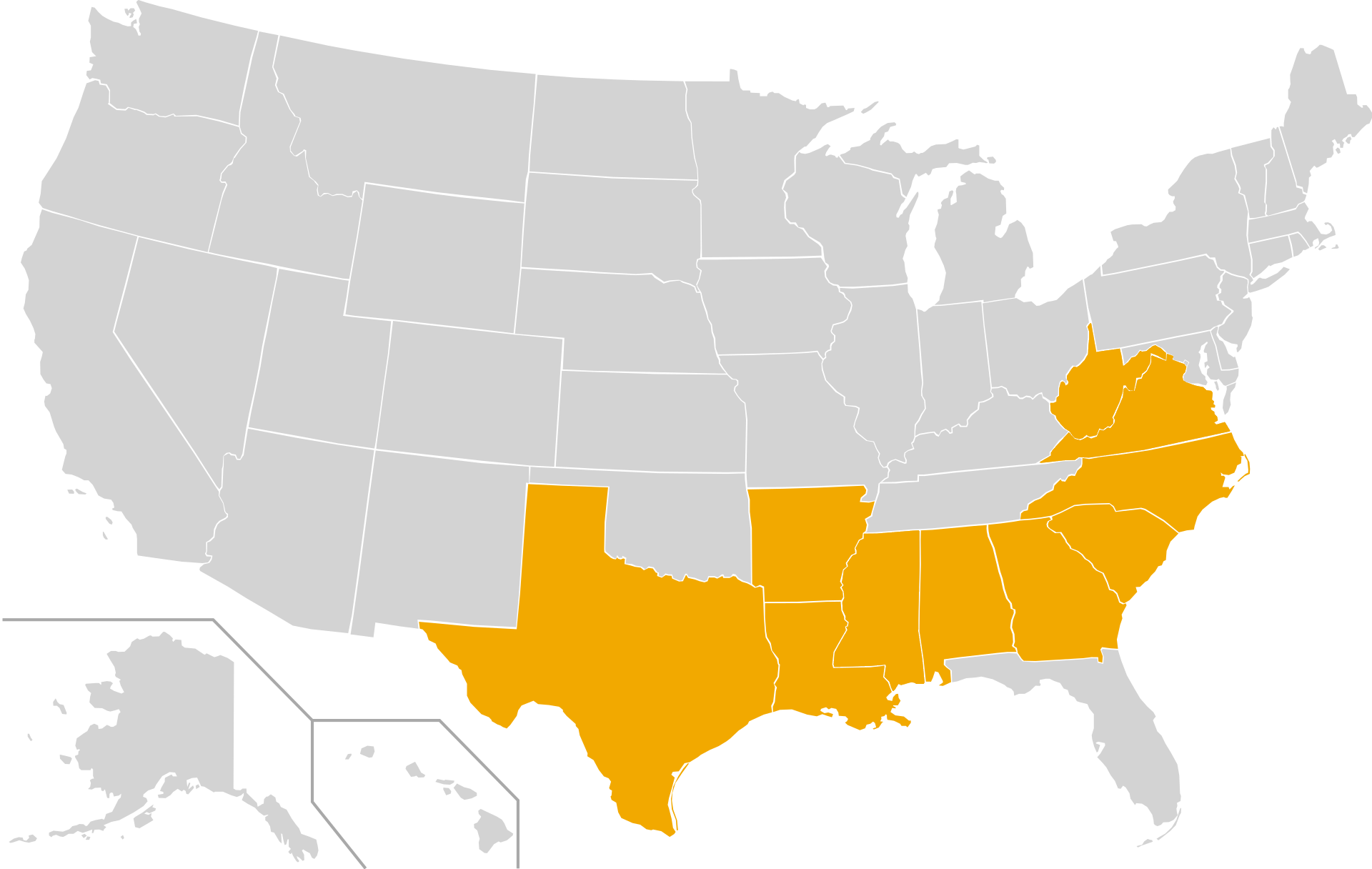

| Squadra              | Sede         | Stato                | Fondazione | Soprannome      | Affiliazione |
| -------------------- | ------------ | -------------------- | ---------- | --------------- | ------------ |
| Appalachian State    | Boone        | Carolina del Nord    | 1981       | Mountaineers    | 2014         |
| Arkansas State       | Jonesboro    | Arkansas             | 1975       | Red Wolves      | 1991         |
| Coastal Carolina     | Conway       | Carolina del Sud     | 1983       | Chanticleers    | 2016         |
| Georgia Southern     | Statesboro   | Georgia              | 1985       | Eagles          | 2014         |
| Georgia State        | Atlanta      | Georgia              | 1975       | Panthers        | 2013         |
| James Madison        | Harrisonburg | Virginia             | 1974       | Dukes           | 2022         |
| UL Lafayette         | Lafayette    | Louisiana            | 1976       | Ragin' Cajuns   | 1991         |
| Louisiana Monroe     | Monroe       | Louisiana            | 1982       | Warhawks        | 2006         |
| Marshall             | Huntington   | Virginia Occidentale | 1970       | Thundering Herd | 2022         |
| Old Dominion         | Norfolk      | Virginia             | 2019       | Monarchs        | 2022         |
| South Alabama        | Mobile       | Alabama              | 1974       | Jaguars         | 1983         |
| Southern Mississippi | Hattiesburg  | Mississippi          | 1979       | Golden Eagles   | 2022         |
| Texas State          | San Marcos   | Texas                | 1967       | Bobcats         | 2013         |
| Troy                 | Troy         | Alabama              | 1976       | Trojans         | 2005         |

### Ex membri
| College                | Ingresso | Uscita |
| ---------------------- | -------- | ------ |
| Alabama Birmingham     | 1983     | 1990   |
| UNC Charlotte          | 1983     | 1990   |
| South Florida          | 1983     | 1990   |
| Virginia Commonwealth  | 1983     | 1990   |
| Jacksonville           | 1983     | 1997   |
| Western Kentucky       | 1983     | 2013   |
| Central Florida        | 1991     | 1991   |
| Lamar                  | 1991     | 1997   |
| Texas-Pan American     | 1991     | 1997   |
| Louisiana Tech         | 1991     | 2000   |
| New Orleans            | 1991     | 2009   |
| Arkansas Little Rock   | 1991     | 2021   |
| Florida International  | 1998     | 2012   |
| Denver                 | 1999     | 2011   |
| New Mexico State       | 2000     | 2004   |
| Middle Tennessee State | 2000     | 2012   |
| North Texas            | 2000     | 2012   |
| Florida Atlantic       | 2006     | 2012   |
| Texas Arlington        | 2013     | 2021   |

## Arene
| Squadre              | Arene                                        | Capacità |
| -------------------- | -------------------------------------------- | -------- |
| Appalachian State    | Holmes Convocation Center                    | 8 325    |
| Arkansas State       | First National Bank Arena                    | 10 563   |
| Coastal Carolina     | HTC Center                                   | 3 370    |
| Georgia Southern     | Hanner Fieldhouse                            | 4 325    |
| Georgia State        | GSU Sports Arena                             | 3 854    |
| James Madison        | Sinclair Gymnasium                           | 1 500    |
| UL Lafayette         | Earl K. Long Gym                             | 1 121    |
| Louisiana Monroe     | Fant–Ewing Coliseum                          | 7 085    |
| Marshall             | Cam Henderson Center                         | 9 048    |
| Old Dominion         | Jim Jarrett Athletic Administration Building | 900      |
| South Alabama        | Jaguar Gymnasium                             | ?        |
| Southern Mississippi | Reed Green Coliseum                          | 8 095    |
| Texas State          | Strahan Coliseum                             | 7 000    |
| Troy                 | Trojan Arena                                 | 6 000    |

## Albo d'oro
| Anno          | Podio                  | Podio                  | Podio |
| Campione      | Seconda                | Terza                  |       |
| ------------- | ---------------------- | ---------------------- | ----- |
| 1983 Dettagli | Jacksonville           | Alabama Birmingham     | -     |
| 1984 Dettagli | Virginia Commonwealth  | South Florida          | -     |
| 1985 Dettagli | Virginia Commonwealth  | South Florida          | -     |
| 1986 Dettagli | South Florida          | Virginia Commonwealth  | -     |
| 1987 Dettagli | South Florida          | Jacksonville           | -     |
| 1988 Dettagli | South Florida          | Alabama Birmingham     | -     |
| 1989 Dettagli | South Florida          | Alabama Birmingham     | -     |
| 1990 Dettagli | Alabama Birmingham     | Western Kentucky       | -     |
| 1991 Dettagli | Arkansas State         | Western Kentucky       | -     |
| 1992 Dettagli | Arkansas State         | Lamar                  | -     |
| 1993 Dettagli | Lamar                  | Arkansas State         | -     |
| 1994 Dettagli | Arkansas State         | Arkansas Little Rock   | -     |
| 1995 Dettagli | Arkansas State         | Arkansas Little Rock   | -     |
| 1996 Dettagli | Arkansas Little Rock   | Arkansas State         | -     |
| 1997 Dettagli | Arkansas Little Rock   | Lamar                  | -     |
| 1998 Dettagli | Arkansas Little Rock   | Western Kentucky       | -     |
| 1999 Dettagli | Arkansas State         | Arkansas Little Rock   | -     |
| 2000 Dettagli | Arkansas Little Rock   | New Orleans            | -     |
| 2001 Dettagli | Florida International  | Western Kentucky       | -     |
| 2002 Dettagli | Western Kentucky       | New Mexico State       | -     |
| 2003 Dettagli | New Mexico State       | Western Kentucky       | -     |
| 2004 Dettagli | New Mexico State       | Western Kentucky       | -     |
| 2005 Dettagli | Western Kentucky       | Middle Tennessee State | -     |
| 2006 Dettagli | Middle Tennessee State | Florida International  | -     |
| 2007 Dettagli | Middle Tennessee State | Western Kentucky       | -     |
| 2008 Dettagli | Western Kentucky       | New Orleans            | -     |
| 2009 Dettagli | Middle Tennessee State | Florida International  | -     |
| 2010 Dettagli | Middle Tennessee State | Western Kentucky       | -     |
| 2011 Dettagli | Western Kentucky       | Middle Tennessee State | -     |
| 2012 Dettagli | Western Kentucky       | North Texas            | -     |
| 2013 Dettagli | Texas State            | Texas Arlington        | -     |
| 2014 Dettagli | Arkansas Little Rock   | Texas State            | -     |
| 2015 Dettagli | Arkansas State         | Appalachian State      | -     |
| 2016 Dettagli | Coastal Carolina       | Arkansas State         | -     |
| 2017 Dettagli | Coastal Carolina       | Texas State            | -     |
| 2018 Dettagli | Texas State            | Appalachian State      | -     |
| 2019 Dettagli | Texas State            | Coastal Carolina       | -     |
| 2020 Dettagli | Texas State            | Coastal Carolina       | -     |
| 2021 Dettagli | South Alabama          | Texas State            | -     |
| 2022 Dettagli | James Madison          | Texas State            | -     |
| 2023 Dettagli | Coastal Carolina       | James Madison          | -     |
| 2024 Dettagli | Texas State            | Arkansas State         | -     |

## Palmarès
| Squadre                | Titoli | Stagioni                           |
| ---------------------- | ------ | ---------------------------------- |
| Arkansas State         | 6      | 1991, 1992, 1994, 1995, 1999, 2015 |
| Western Kentucky       | 5      | 2002, 2005, 2008, 2011, 2012       |
| Arkansas Little Rock   | 5      | 1996, 1997, 1998, 2000, 2014       |
| Texas State            | 5      | 2013, 2018, 2019, 2020, 2024       |
| South Florida          | 4      | 1986, 1987, 1988, 1989             |
| Middle Tennessee State | 4      | 2006, 2007, 2009, 2010             |
| Coastal Carolina       | 3      | 2016, 2017, 2023                   |
| Virginia Commonwealth  | 2      | 1984, 1985                         |
| New Mexico State       | 2      | 2003, 2004                         |
| Jacksonville           | 1      | 1983                               |
| Alabama Birmingham     | 1      | 1990                               |
| Lamar                  | 1      | 1993                               |
| Florida International  | 1      | 2001                               |
| South Alabama          | 1      | 2021                               |
| James Madison          | 1      | 2022                               |